# Бид (город)
Бид (англ. Beed) — город в индийском штате Махараштра. Административный центр округа Бид. Средняя высота над уровнем моря — 491 метр. По данным всеиндийской переписи 2001 года, в городе проживало 138 091 человек. Уровень грамотности взрослого населения составлял 72 % (при общеиндийском показателе 59,5 %).